# Comuna Vårgårda
Vårgårda (Vårgårda kommun) este o comună din comitatul Västra Götalands län, Suedia, cu o populație de 11.065 locuitori (2013).

## Geografie

### Zone urbane
Lista celor mai mari zone urbane din comună (anul 2015) conform Biroului Central de Statistică al Suediei:
| Nr | Zona urbană | Pop.  |
| -- | ----------- | ----- |
| 1  | Vårgårda    | 5.384 |
| 2  | Östadkulle  | 401   |
| 3  | Horla       | 209   |

## Demografie
| \| Evoluția demografică în comuna Vårgårda, 1970–2015 \| Evoluția demografică în comuna Vårgårda, 1970–2015 \| Evoluția demografică în comuna Vårgårda, 1970–2015 \| Evoluția demografică în comuna Vårgårda, 1970–2015 \| Evoluția demografică în comuna Vårgårda, 1970–2015 \| \| ----------------------------------------------------------------------------------------------------- \| -------------------------------------------------- \| -------------------------------------------------- \| -------------------------------------------------- \| -------------------------------------------------- \| \| An \| \| \| Locuitori \| \| \| 1970 \| 1970 \| \| 7809 \| 7809 \| \| 1975 \| 1975 \| \| 8370 \| 8370 \| \| 1980 \| 1980 \| \| 9256 \| 9256 \| \| 1985 \| 1985 \| \| 9481 \| 9481 \| \| 1990 \| 1990 \| \| 10147 \| 10147 \| \| 1995 \| 1995 \| \| 10730 \| 10730 \| \| 2000 \| 2000 \| \| 10714 \| 10714 \| \| 2005 \| 2005 \| \| 10756 \| 10756 \| \| 2010 \| 2010 \| \| 10943 \| 10943 \| \| 2015 \| 2015 \| \| 11165 \| 11165 \| \| Sursa: SCB - Statistika Centralbyrån, Folkmängd efter region, civilstånd, ålder och kön. År 1968–2016 \| \| \| \| \| |      |  |           |       |
| Evoluția demografică în comuna Vårgårda, 1970–2015 |      |  |           |       |
| An |      |  | Locuitori |       |
| 1970 | 1970 |  | 7809      | 7809  |
| 1975 | 1975 |  | 8370      | 8370  |
| 1980 | 1980 |  | 9256      | 9256  |
| 1985 | 1985 |  | 9481      | 9481  |
| 1990 | 1990 |  | 10147     | 10147 |
| 1995 | 1995 |  | 10730     | 10730 |
| 2000 | 2000 |  | 10714     | 10714 |
| 2005 | 2005 |  | 10756     | 10756 |
| 2010 | 2010 |  | 10943     | 10943 |
| 2015 | 2015 |  | 11165     | 11165 |
| Sursa: SCB - Statistika Centralbyrån, Folkmängd efter region, civilstånd, ålder och kön. År 1968–2016 |      |  |           |       |